# بير بالا
بير بالا هي قرية في مقاطعة مرند، إيران. عدد سكان هذه القرية هو 858 في سنة 2006.